# Automolis sudanica
Automolis sudanica är en fjärilsart som beskrevs av Sergius G. Kiriakoff 1973. Automolis sudanica ingår i släktet Automolis och familjen björnspinnare. Inga underarter finns listade i Catalogue of Life.